# 立岩站
立岩站（：／ Seonbawi yeok */?）是首都圈电铁4号线沿線的一座地下車站，位於韓國京畿道果川市果川洞。站名为韓語固有词，源自附近良才川的一块巨型岩石。

## 車站構造
站體為2面2線側式月台的地下車站，候車月台設有月台幕門，並有6處出口。

### 月台配置
| ↑ 南泰嶺   |
| \| ２      |
| 賽馬公園 ↓ |

| 月台 | 路線             | 目的地                 |
| ---- | ---------------- | ---------------------- |
| 1    | ●首都圈电铁4号线 | 舍堂、首爾站、堂嶺方向 |
| 2    | ●首都圈电铁4号线 | 衿井、安山、烏耳島方向 |

## 歷史
- 1994年4月1日：以普通站開始營業。
- 2004年12月10日：鐵道乘車券終端機拆去[1]。
- 2008年：降格為配置簡易站。
- 2014年：降格為無配置簡易站。

## 車站周邊
- 仙岩治安中心
- 花卉市集
- 立岩美術館
- 天池植物園
- 首爾大公園
- 首爾賽馬公園

## 圖片

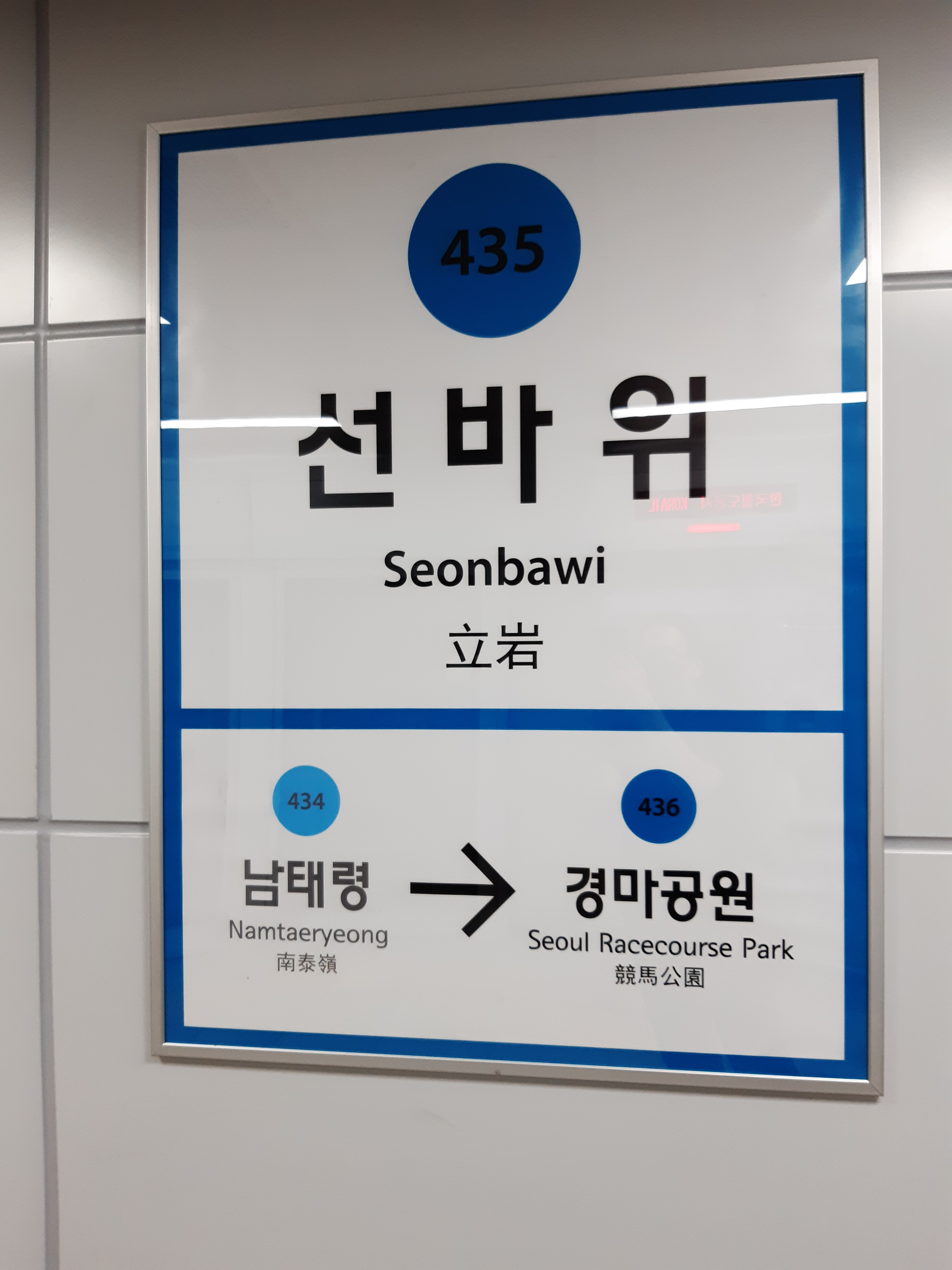
站名牌
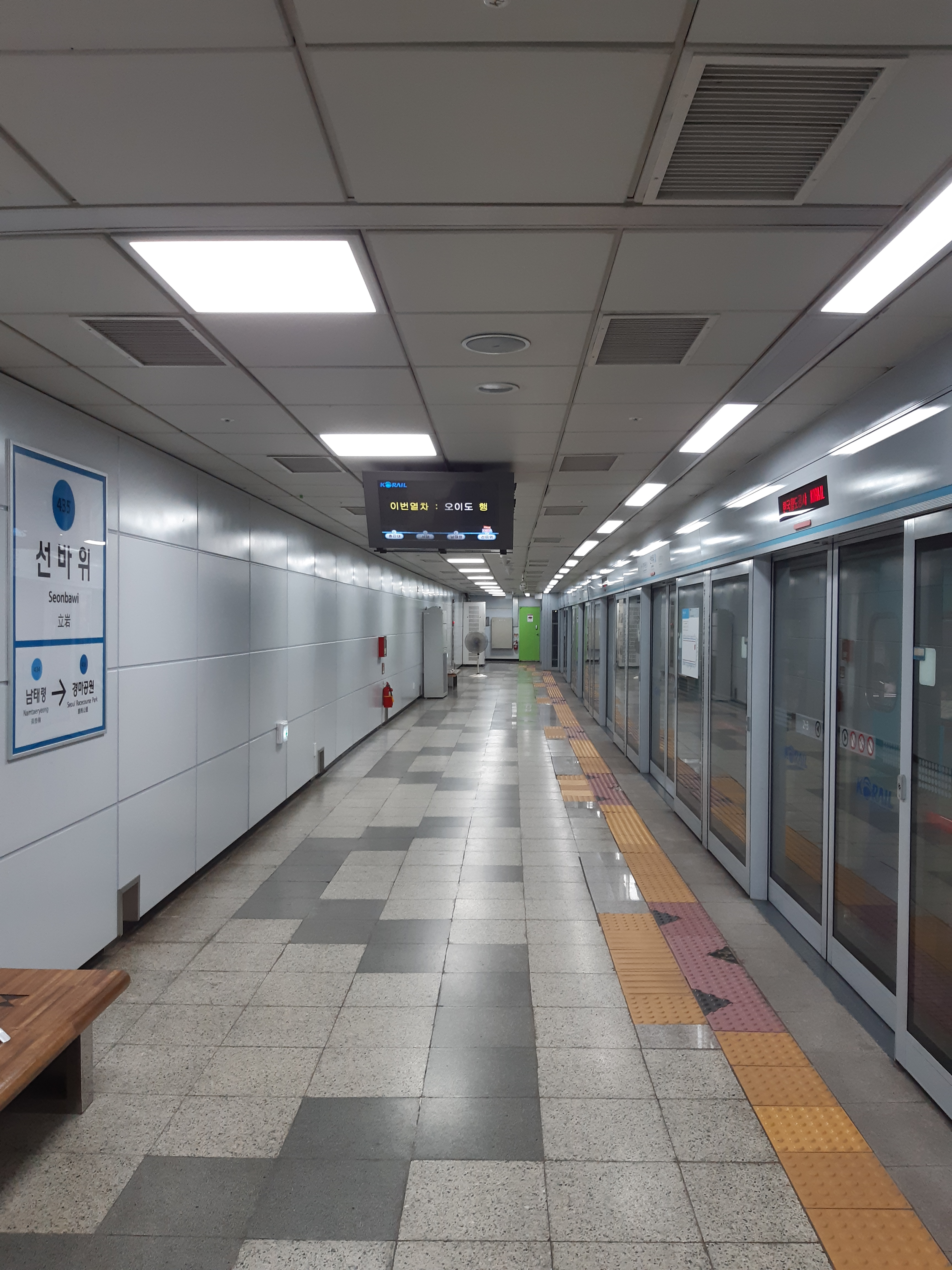
候車月台
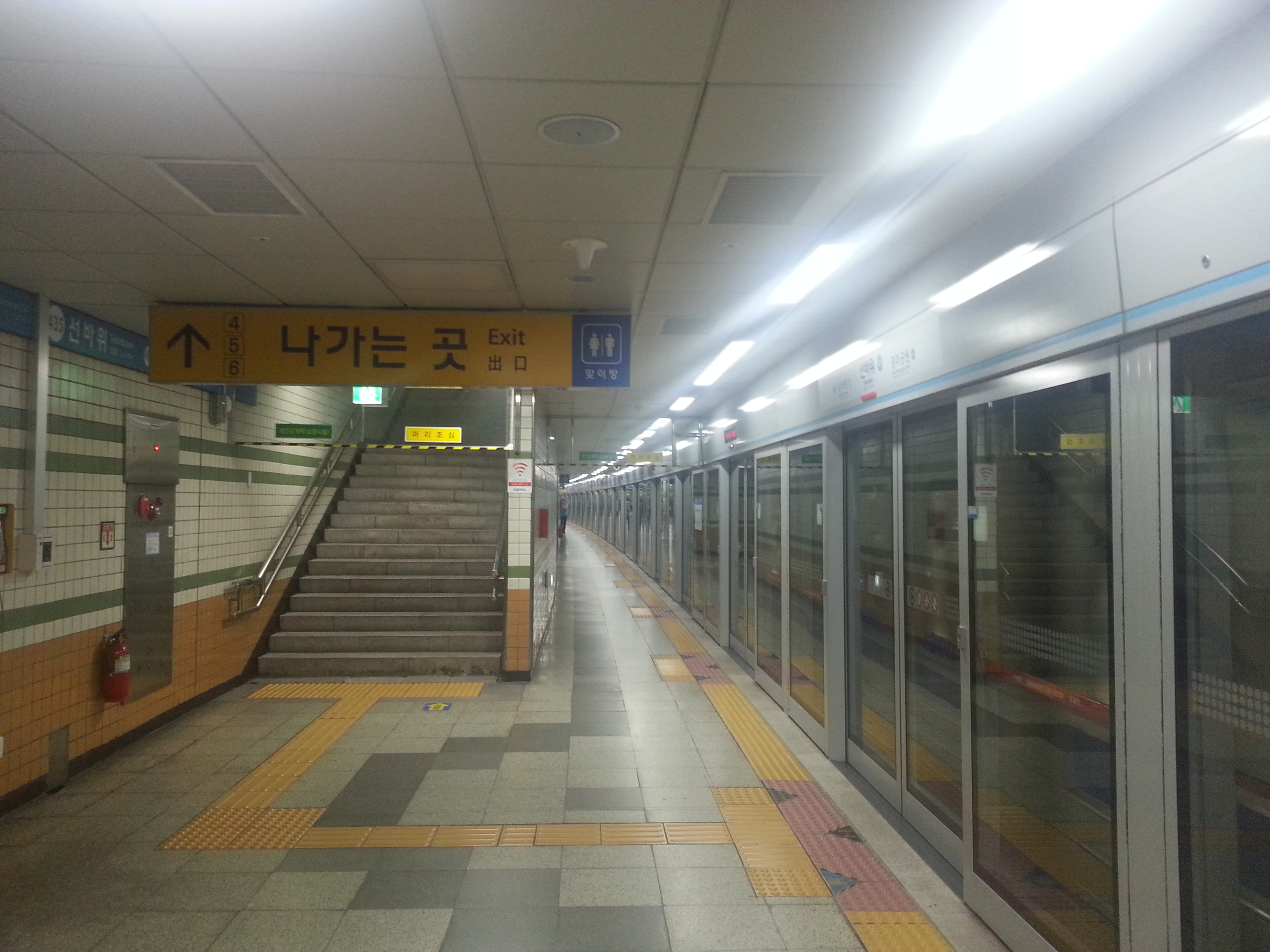
候車月台
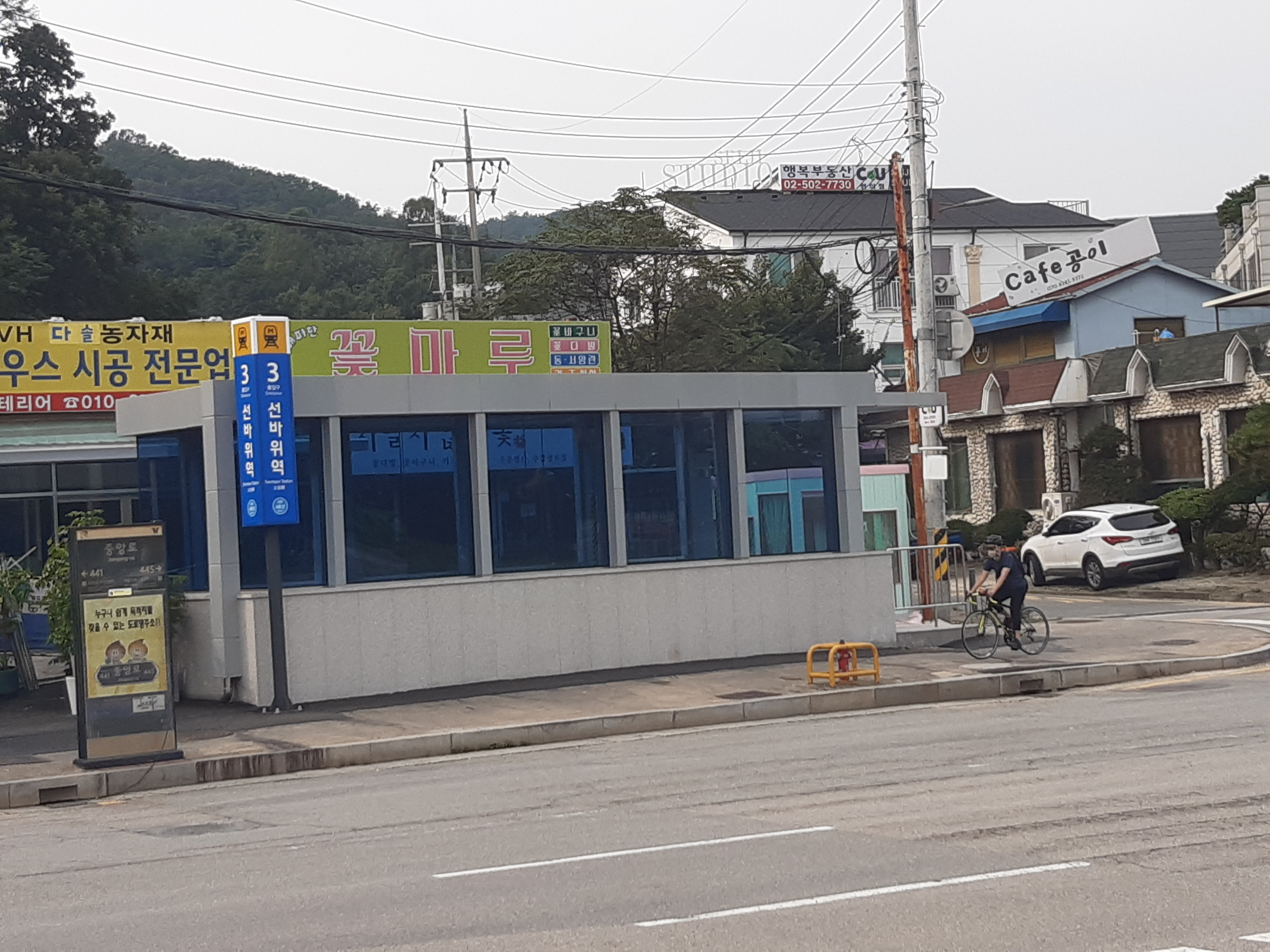
3號出口

## 相鄰車站
韓國鐵道公社
●首都圈电铁4号线
急行、緩行
南泰嶺（434）－立岩（435）－賽馬公園（436）